# Damon Huard
Damon Paul Huard (Yakima, 5 aprile 1960) è un ex giocatore di football americano statunitense che ha militato nel ruolo di quarterback nella National Football League (NFL).

## Carriera
Dopo non essere stato scelto nel Draft NFL 1996 Huard firmò con i Cincinnati Bengals, da cui fu svincolato il 19 agosto. Dopo avere passato la stagione 1996 fuori dal football firmò con i Miami Dolphins, che nel 1998 lo spedirono a fare esperienza con i Frankfurt Galaxy della NFL Europa. Iniziò la stagione 1999 con i Dolphins come holder durante i tentativi di field goal ma dopo l'infortunio di Dan Marino, all'ultima stagione in carriera, il 24 ottobre disputò la prima gara come titolare. Pareggiò il record dei Dolphins di Earl Morrall vincendo tutte le prime tre partite e terminando con un record di 4-1 prima del ritorno in campo di Marino. Scese in campo anche nella gara di playoff subentrando a Marino contro i Jacksonville Jaguars nella sconfitta per 62-7. Malgrado le prestazioni positive di Huard, fu Jay Fiedler ad essere nominato quarterback titolare per la stagione 2000. Disputò una sola gara come titolare quell'anno facendo la storia poiché assieme al fratello Brock divennero la prima coppia di fratelli a partire come titolari nello stesso weekend di gara.
Divenuto free agent dopo la stagione 2000, Huard firmò con i New England Patriots dove giocò fino al 2003, vincendo due Super Bowl come riserva di Tom Brady.
Dopo il 2003 Huard firmò con i Kansas City Chiefs dove nelle prime due stagioni fu il terzo quarterback della squadra non scendendo mai in campo. Nella gara di debutto della stagione 2006 il titolare Trent Green si infortunò così Huard partì come titolare per le successive otto partite in cui ebbe un record di 5-3. Quando si infortunò all'inguine, Green riprese il posto da titolare. Nella stagione 2007 competé con il rookie Brodie Croyle per il posto da titolare avendo la meglio e disputando le prime 9 gare come partente prima di infortunarsi alla schiena. Fu svincolato il 24 febbraio 2009.
Huard firmò con i San Francisco 49ers il 4 marzo 2009 ma fu svincolato prima dell'inizio della stagione regolare, ritirandosi.

## Palmarès
- Super Bowl : 2

New England Patriots: XXXVI, XXXVIII
- American Football Conference Championship: 2

New England Patriots: 2001, 2003